# Плейнс (Джорджия)
Плейнс (англ. Plains) — небольшой город в штате Джорджия, США, расположенный в округе Самтер. Плейнс известен как родной город 39-го президента Соединённых Штатов Америки (1977—1981), лауреата Нобелевской премии мира 2002 года Джимми Картера.

## История
Первоначально, эта область Джорджии была населена индейцами Крики. В 1827 году они были выселены Федеральными властями в соответствии с Вашингтонским договором. Поселенцы переехали в этот регион, и к 1840 году в непосредственной близости друг от друга находились три отдельных поселения: Plains of Dura располагалось недалеко от современного места города; Magnolia Springs, хорошо известная курортная зона; и Lebanon — небольшое поселение, находившееся около кладбища.
Когда железная дорога пришла в этот район в 1885 году, поселения сгруппировались в одно — Плейнс (англ. Plains). Название было изменено с Plains of Dura по просьбе местных бизнесменов которые хотели чтобы название было короче. Законодательное собрание штата согласилось на это изменение. Мистер Х. Л. Хадсон (англ. H. L. Hudson) был первым поселенцем города после его переименования. У господина Хадсона также было много других первенств. Он был первым почтмейстером и первым железнодорожным агентом. Он построил первый дом и стал отцом первого ребёнка, родившегося в Плейнсе — Мэри Хадсон Кэмпбелл (англ.  Mary Hudson Campbell).
Первым врачом в городе был доктор Т. У. Стюарт (англ. Dr. T. W. Stewart). Его сын, Т. У. Стюарт-младший (англ. T. W. Stewart Jr.), построил первую школу.
Плейнс принял свой первый устав 17 декабря 1896 года. На первых выборах, состоявшихся в январе 1897 года, были избраны мэр и четыре советника. Докторр Б. Т. Вайз (англ. Dr. B. T. Wise) был избран мэром города, а Р. С. Оливер (англ. R. S. Oliver), В. Л. Томас (англ. W. L. Thomas), Э. Тиммерман-старший (англ. E. Timmerman, Sr.), и Л. Д. Вайз (англ. L. D. Wise) были избраны советниками.
К 1919 году Плейнс был процветающим сельскохозяйственным поселением, загружавшим 76 вагонов свиней и крупного рогатого скота. Это был самый выдающийся показатель для США в то время.
В 1920-х Плейнс стал быстро растущим городом, его население достигло 600 человек. Выпуск облигаций на $50,000 был передан для постройки здания новой школы на 300 учащихся. Санаторий, стоящий $75,000 так же строился. Кроме того, двухэтажный отель успешно работал недалеко от центра города.
В Плейнсе было несколько «красочных» законов для его граждан. Так, запрещалось использование зданий в безнравственных целях. Кроме того, было незаконно стрелять из рогатки, лука и любого другого оружия в пределах города или на кладбище.
В годы Великой депрессии город потерял большую часть своего процветания. Плейнс принял на себя роль тихого южного городка. Эта роль немного изменилась осенью 1970 года, когда один из его родных сыновей, Джимми Картер, был избран губернатором штата Джорджия. И стремительно изменилась к июлю 1976 года, когда Джимми стал кандидатом от Демократической партии на пост президента Соединенных Штатов.
Во время президентских выборов 1976 года и в течение многих лет после этого Плейнс посещало огромное количество туристов.

## Климат
Для климата в этой местности характерно жаркое, влажное лето и умеренно прохладная зима. Согласно системе Классификации климатов Кёппена в Плейнсе влажный субтропический климат.
| Показатель                    | Янв.  | Фев.  | Март | Апр. | Май  | Июнь | Июль | Авг. | Сен. | Окт. | Нояб. | Дек.  | Год   |
| ----------------------------- | ----- | ----- | ---- | ---- | ---- | ---- | ---- | ---- | ---- | ---- | ----- | ----- | ----- |
| Абсолютный максимум, °C       | 26,7  | 28,3  | 31,7 | 33,9 | 37,2 | 38,3 | 38,9 | 40,6 | 37,8 | 34,4 | 30,6  | 27,8  | 40,6  |
| Средний суточный максимум, °C | 14,1  | 16,2  | 20,3 | 24,9 | 28,8 | 31,7 | 32,7 | 32,3 | 30   | 25,3 | 20,3  | 15,7  | 24,3  |
| Средняя температура, °C       | 7,8   | 9,6   | 13,5 | 17,8 | 22,2 | 25,4 | 26,8 | 26,4 | 23,8 | 18,4 | 13,4  | 9,2   | 17,9  |
| Средний суточный минимум, °C  | 1,5   | 2,9   | 6,7  | 10,8 | 15,4 | 19,2 | 20,8 | 20,4 | 17,7 | 11,4 | 6,6   | 2,8   | 11,4  |
| Абсолютный минимум, °C        | −18,9 | −13,3 | −10  | −1,7 | 5    | 8,3  | 12,8 | 12,8 | 2,8  | −2,8 | −8,9  | −15,6 | −18,9 |
| Норма осадков, мм             | 126   | 116   | 133  | 89   | 84   | 120  | 133  | 113  | 89   | 61   | 83    | 107   | 1253  |
| Источник: Weatherbase         |       |       |      |      |      |      |      |      |      |      |       |       |       |

## Демография
По данным переписи населения США 2000 года в городе проживало 637 человек, было 215 домашних хозяйств и 136 семей. Плотность населения составляла 300 человек/км². Расовый облик города был распределён следующим образом: Белые — 38,62 %; Афроамериканцы — 59,81 %; остальные расы — 1,26 %. Было 215 домашних хозяйств, из которых у 25,6 % были дети моложе 18 лет, 36,7 % супружеских пар в браке, 24,2 % были матери-одиночки без присутствующего мужа, и 36,3 % без семей. В 34,9 % всех домашних хозяйств был один проживающий человек, из которых 19,5 % были люди в возрасте от 65 лет и старше. Средний размер семьи был 3.31.
По возрастной категории население было следующим: 24,6 % молодые люди до 18 лет, 8,5 % от 18 до 24, 16,5 % от 25 до 44, 20,3 % от 45 до 64 и 30,1 %, от 65 и старше. Средний возраст составлял 45 лет. На 100 женщин от 18 и старше приходилось 58 мужчин.
Средний доход домашнего хозяйства в городе составлял $26 719, а средний доход на семью составлял $29 375. Средний доход мужчин составил $24 375 против $16 406 для женщин. Доход на душу населения для города составлял $11 602. Около 22,2 % семей и 25,6 % населения жили за чертой бедности, в том числе 47,2 % из тех кто моложе 18 лет и 17,3 % тех, кто в возрасте 65 лет и старше.

## Известные люди
Бывший президент США Джимми Картер родился в Плейнсе в Санатории Вайз (англ. Wise Sanitarium; ныне переименован в Медицинский центр Лилиан Г. Картер (англ. Lillian G. Carter Nursing Center), в честь его матери). Его жена Розалин Картер (англ. Rosalynn Carter), дочь Эми Картер (англ. Amy Carter), младший брат Билли Картер (англ. Billy Carter), младшие сёстры Глория Картер Спэнн (англ. Gloria Carter Spann) и Рут Картер Стэплтон (англ. Ruth Carter Stapleton) и двоюродный брат Хью Картер (англ. Hugh Carter) также родились в Плейнсе. Джимми Картер проживал в городе вплоть до своей кончины.

## Галерея

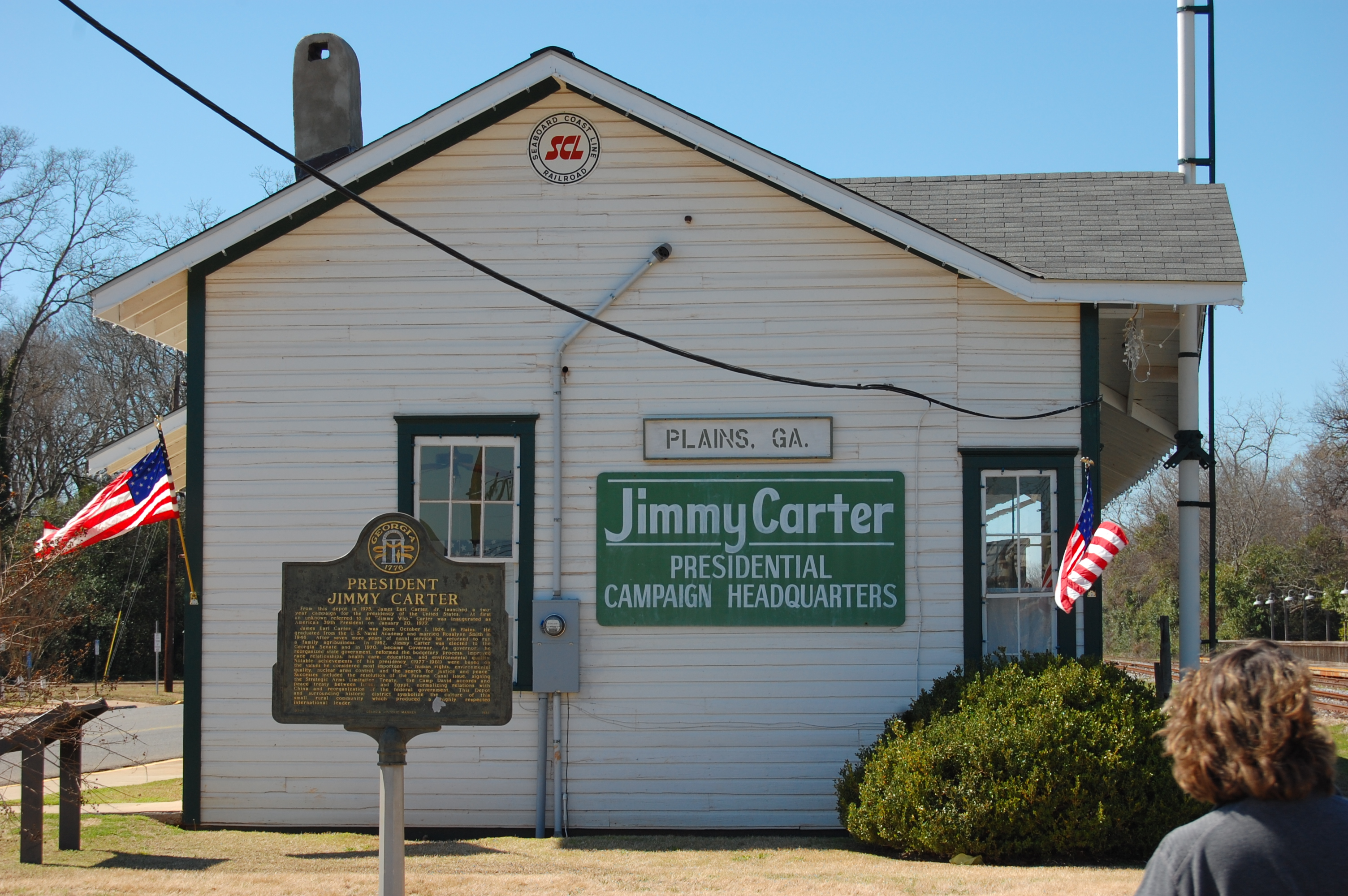
Штаб избирательной кампании Картера
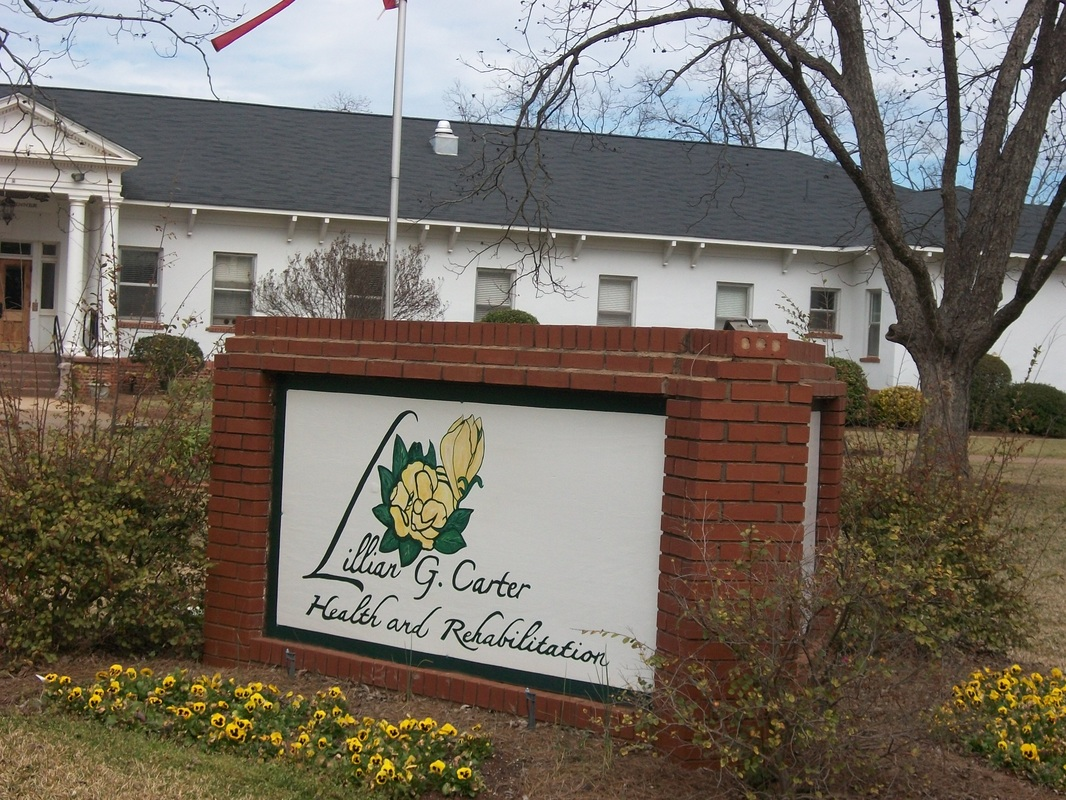
Медицинский центр Лилиан Г. Картер
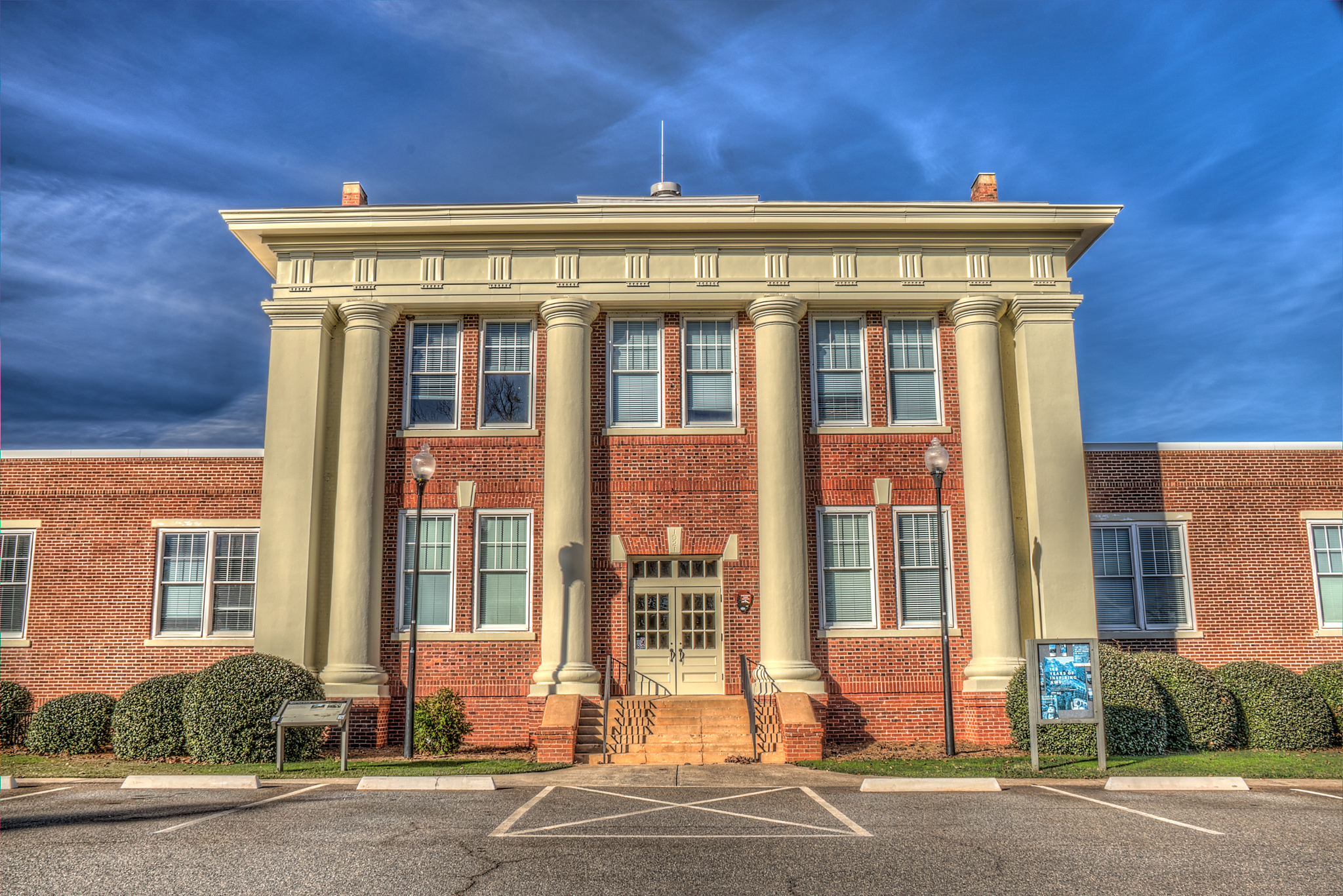
Школа в которой учился Джимми Картер, ныне музей